# Музей хлеба (Болгар)
Музей хлеба в городе Болгаре — интерактивный музей истории земледелия и производства хлеба на земле Татарстана с древнейших времён до XX века.

## Расположение
Музейный комплекс размещается на 3,7 га на территории восточного малого города у нижнего въезда на территорию Болгарского музея-заповедника.

## Описание
В состав «Музея Хлеба» входят: основная экспозиция, усадьба мельника, ветряная и водяная мельницы, пекарня, кузница, открытая экспозиция сельскохозяйственной техники, торговые ряды мастеров народных промыслов.
Археологические артефакты, этнографические предметы, связанные с хозяйственной деятельностью, документальные и видеоматериалы позволяют представить исторический путь развития земледелия и совершенствования орудий труда земледельцев — от палки-копалки и мотыги эпохи бронзы и железа до появления плуга в эпоху средневековья и современных сельхозмашин. Особое внимание в экспозиции уделено эпохе Волжской Булгарии. Обнаруженные во время археологических раскопок на территории Болгарского городища части сельхозорудий, сошники, лемехи и резаки от плуга, орудия уборки и переработки хлеба рассказывают об исторических корнях хлебопашества на территории Татарстана. Самая яркая часть экспозиции, посвящённая труду земледельцев — праздник Сабантуй.
Выставка посвящена нелёгкому труду хлеборобов, показ повседневного труда и забот сельских тружеников. В интерьере экспозиции нашли отражение также история агрономического образования, развитие систем земледелия и агротехники. Центральное место в этом разделе занимает собирательный образ хлебосольного стола гостеприимного дома, который с помощью современных технологий знакомит посетителей с мучными изделиями национальной кухни народов Татарстана. Здесь же можно получить рецепты их изготовления.
Завершает экспозицию интерактивный зал, где посетители могут прочувствовать тяжелый труд земледельца, попробовав себя в роли пахаря и тракториста на электронных установках «Пахота» и «Жатва». На специальной детской площадке юные посетители Музея хлеба могут познакомиться с «Хлебным деревом», побывать в гостях у Колобка и Камыр-батыра.

## Открытие
21 мая 2012 года в Болгаре состоялось открытие Музея хлеба. Его строили два года. В торжественной церемонии приняли участие Президент РТ Рустам Минниханов, Государственный Советник РТ Минтимер Шаймиев, Председатель Госсовета РТ Фарид Мухаметшин и Премьер-министр РТ Ильдар Халиков.

## Дополнительная информация
Экспозиции располагаются и в других зданиях музейного комплекса. В доме мельника реконструирован интерьер татарского дома, который создан на основе подлинных фотографий интерьеров татарских домов из фондов Национального музея РТ с использованием образцов сохранившихся предметов быта, убранства дома, одежды и орудий труда, относящихся к концу XIX — началу XX веков.
Примечательными объектами комплекса являются ветряная и водяная мельницы. В экспозиции, расположенной внутри ветряной мельницы, можно познакомиться не только с процессом помола зерна, но и узнать о мельницах, существовавших в Спасском уезде на рубеже XIX — XX веков. Хозяйственные постройки — амбар и гумно — дополняют рассказ о переработке и хранении урожая.
В пекарне представлены экспонаты, связанные с хлебопечением и традиционным татарским чаепитием — домашняя утварь, формы для выпечки хлеба, посуда. Здесь же посетители смогут понаблюдать за приготовлением мучных изделий и отведать горячего ароматного хлеба.